# Toboga

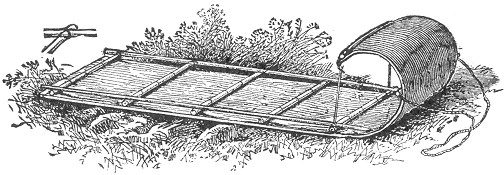
Toboga costruita con materiali originari

Esempio di utilizzo di un toboga

Toboga è il nome irochese di una slitta da trasporto usata da varie tribù di popoli nativi del Canada. Ha il fondo di forma piatta, costituito da assicelle di betulla sagomate come sci e prive di pattini.
In Canada il toboga viene utilizzato nei tempi più recenti per diporto e competizioni su apposite piste di forma perfettamente rettilinea, con pendenze assai pronunciate smorzate da saliscendi; è spesso costruito in metallo e dotato, per aumentarne la velocità, di sottili pattini d'acciaio.
Per la guida, peraltro limitata a piccole correzioni della direzione dato il tracciato, si usano i piedi. Il toboga fu introdotto in Europa verso la fine dell'Ottocento, ed ebbe una certa diffusione nelle località delle Alpi Svizzere.
Il termine "toboga" viene utilizzato anche come sinonimo di scivolo sia terrestre che acquatico.